# Egos (Schiff)

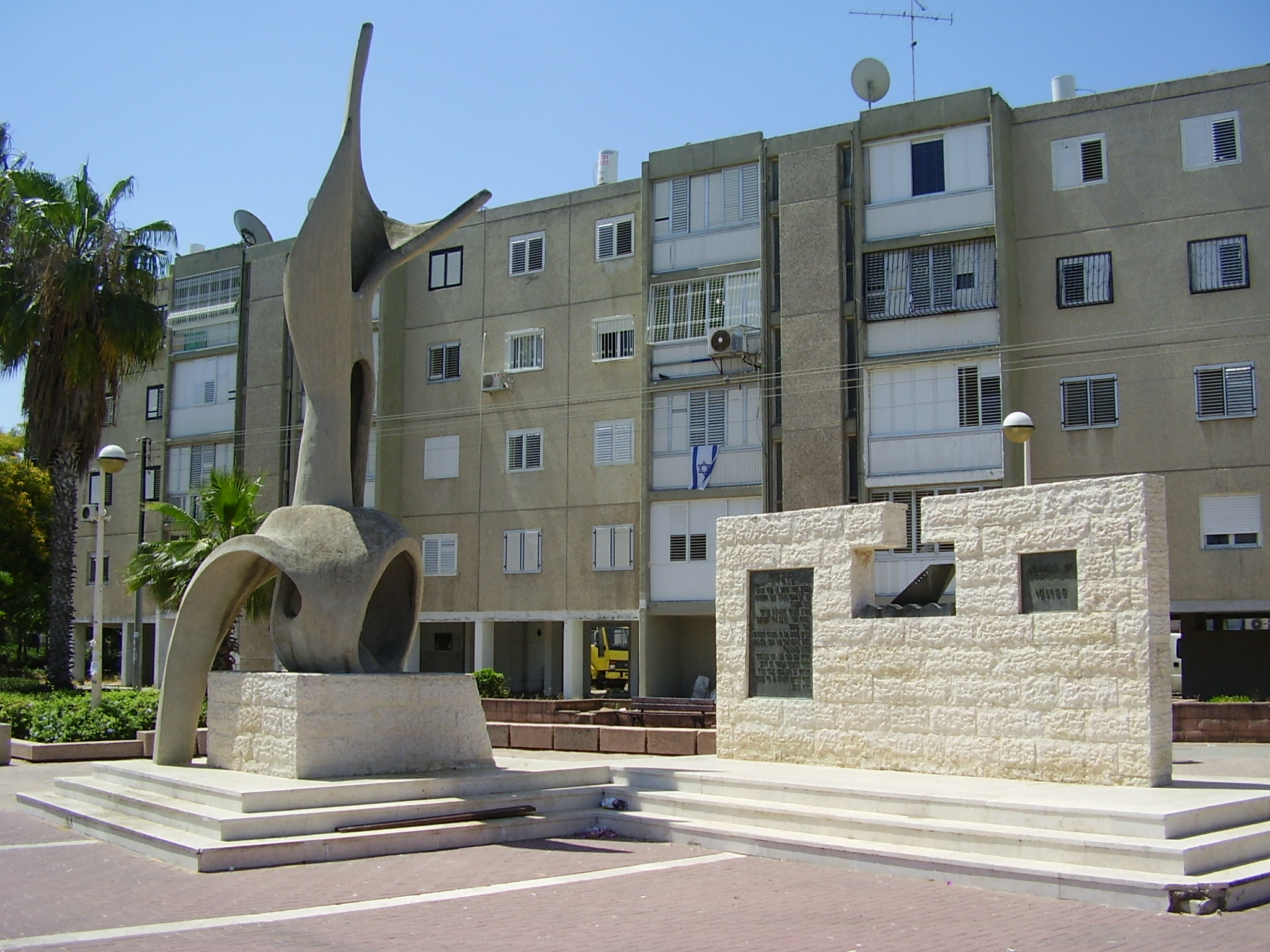
Denkmal in Aschdod

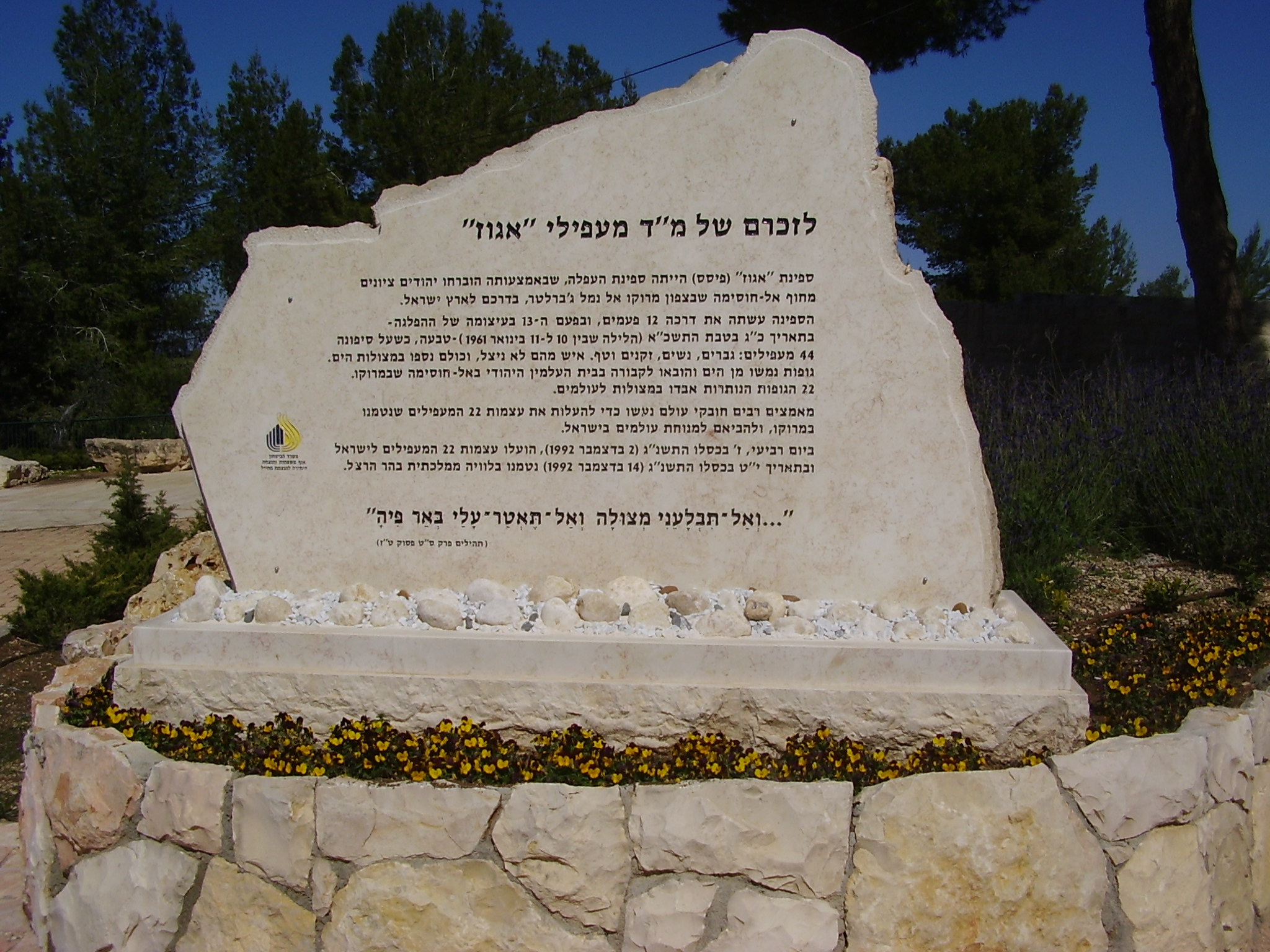
Erinnerung an das Unglück des Schiffes Egos am Herzlberg.

Die Egos (hebräisch אֱגוֹז, lit.: „Walnuss“) war ein vom Mossad eingesetztes Schiff zur Rettung marokkanischer Juden. Das Schiff sank 1961 und riss 46 Menschen in den Tod.

## Geschichte
Die Egos wurde im Zweiten Weltkrieg von den Briten unter dem Namen Pisces als Frachtschiff genutzt und dann zu einem Schmugglerboot umfunktioniert. 1960 wurde das Schiff vom Mossad gechartert und sollte auf jeder Fahrt zwischen 40 und 50 Juden aus Marokko nach Gibraltar bringen, von wo aus die jüdischen Emigranten dann weiter nach Israel fahren sollten. In drei Monaten konnten so 334 jüdische Bewohner aus dem Land gebracht werden.
Am 10. Januar 1961 stach die Egos mit 44 Juden von al-Hoceima aus an Bord in See. Das Schiff geriet jedoch in einem Sturm in Seenot und ging unter. Alle Passagiere starben, außerdem ein israelischer Funker und ein spanisches Besatzungsmitglied. Die restlichen drei spanischen Besatzungsmitglieder konnten gerettet werden. 22 Leichen konnten geborgen werden, die anderen mussten zurückgelassen werden. Erst im Dezember 1992 erlaubte König Hassan II. von Marokko die Bergung der restlichen Leichen und deren Überführung nach Israel, wo man die sterblichen Überreste auf dem Herzlberg beisetzte.
In Aschdod wurde ein Denkmal für die bei dem Unglück ums Leben Gekommenen erbaut.

## Folgen
Nach dem Unfall wurde ein Vertrag geschlossen, der die Ausreise der marokkanischen Juden regeln sollte. So wurden bis 1964 in der Operation Jachin 80.000 Juden aus Marokko nach Israel gebracht.